# Sverige i olympiska sommarspelen 1996
Sverige deltog i olympiska sommarspelen 1996 i Atlanta.

## Medaljer
| Guld | Silver | Brons | Totalt antal medaljer |
| ---- | ------ | ----- | --------------------- |
| 2    | 4      | 2     | 8                     |

### Guld
- Ludmila Engquist - Friidrott, 100 m häck
- Agneta Andersson och Susanne Gunnarsson - Kanot, K2 500 m

### Silver
- Magnus Petersson - Bågskytte, individuellt
- Bobbie Lohse och Hans Wallén - Segling, Starbåt
- Lars Frölander, Anders Holmertz, Anders Lyrbring och Christer Wallin - Simning, 4 x 200 m frisim
- Handbollslandslaget (Magnus Andersson, Robert Andersson, Per Carlén, Martin Frändesjö, Erik Hajas, Robert Hedin, Andreas Larsson, Ola Lindgren, Stefan Lövgren, Mats Olsson, Staffan Olsson, Johan Pettersson, Thomas Sivertsson, Tomas Svensson, Pierre Thorsson, Magnus Wislander)

### Brons
- Agneta Andersson, Ingela Ericsson, Anna Olsson & Susanne Rosenqvist - Kanot, K4 500 m
- Mikael Ljungberg - Brottning, tungvikt

## Boxning
Lätt flugvikt
- Stefan Ström
  - Första omgången — Förlorade mot Yosvani Aguilera (Kuba)

Bantamvikt
- John Larbi
  - Första omgången — Förlorade mot Arnaldo Mesa (Kuba), 5-19

Lätt mellanvikt
- Roger Pettersson
  - Första omgången — Besegrade Shokhrat Kourbanov (Turkmenistan), 7-2
  - Andra omgången — Förlorade mot Antonio Perugino (Italien), 4-18

Lätt tungvikt
- Ismael Kone
  - Första omgången — Besegrade Ilkham Kerimov (Azerbajdzjan), 22-3
  - Andra omgången — Förlorade mot Thomas Ulrich (Tyskland), 9-24

Tungvikt
- Kwamena Turkson
  - Första omgången — Besegrade Young-Sam Ko (Sydkorea), 12-8
  - Andra omgången — Förlorade mot Félix Savón (Kuba), knock-out i första omgången

Supertungvikt
- Attila Levin
  - Första omgången — Bye
  - Andra omgången — Besegrade Jean-François Bergeron (Kanada)
  - Kvartsfinal — Förlorade mot Wladimir Klitschko (Ukraina)

## Bågskytte
Damernas individuella
- Jenny Sjöwall → Sextondelsfinal, 26:e plats (1-1)
- Christa Backman → 32-delsfinal, 35:e plats (0-1)
- Kristina Persson → 32-delsfinal, 43:e plats (0-1)

Herrarnas individuella
- Magnus Petersson → Final, Silver (5-1)
- Mikael Larsson → Sextondelsfinal, 21:e plats (1-1)
- Göran Bjerendal → 32-delsfinal, 34:e plats (0-1)

Damernas lagtävling
- Sjöwall, Backman och Persson → Kvartsfinal, 7:e plats (1-1)

Herrarnas lagtävling
- Petersson, Larsson och Bjerendal → Kvartsfinal, 6:e plats (1-1)

## Cykling
Landsväg
Herrarnas tempolopp
- Jan Karlsson
  - Final — 1:08:52 (→ 18:e plats)

- Michael Andersson
  - Final — fullföljde inte (→ ingen placering)

Damernas linjelopp
- Susanne Ljungskog
  - Final — 02:37:06 (→ 25:e plats)

Mountainbike
Herrarnas terränglopp
- Roger Persson
  - Final — 2:37:17 (→ 21:a plats)

## Fotboll
Damer
| Nr | Pos. | Spelare                     | Född              | Ålder | Caps | Klubb                         | Spelade matcher | Mål | Spelade minuter | Sub off | Sub on | Kort: gult/rött |   |
| -- | ---- | --------------------------- | ----------------- | ----- | ---- | ----------------------------- | --------------- | --- | --------------- | ------- | ------ | --------------- | - |
| 1  | GK   | Annelie Nilsson             | 14 juni 1971      | 25    | 31   | Sunnanå SK                    | 3               | 0   | 211             | 1       | 0      | 0               |   |
| 2  | DF   | Cecilia Sandell             | 10 juni 1968      | 28    | 17   | Älvsjö AIK                    | 3               | 0   | 180             | 2       | 0      | 1               |   |
| 3  | DF   | Åsa Jakobsson               | 2 juni 1966       | 30    | 55   | Gideonsberg IF                | 3               | 0   | 135             | 1       | 2      | 0               |   |
| 4  | DF   | Annika Nessvold             | 24 februari 1971  | 25    | 21   | [[FC Rosengård (damfotboll)\| | Malmö FF]]      | 3   | 0               | 270     | 0      | 0               | 1 |
| 5  | DF   | Kristin Bengtsson           | 12 januari 1970   | 26    | 39   | FK Athene Moss                | 3               | 0   | 270             | 0       | 0      | 0               |   |
| 6  | MF   | Anna Pohjanen               | 25 januari 1974   | 22    | 24   | Sunnanå SK                    | 2               | 0   | 150             | 0       | 0      | 1 1             |   |
| 7  | MF   | Pia Sundhage                | 13 februari 1960  | 36    | 24   | Hammarby IF                   | 3               | 0   | 270             | 0       | 0      | 0               |   |
| 8  | MF   | Malin Swedberg              | 15 september 1968 | 27    | 64   | Älvsjö AIK                    | 3               | 2   | 270             | 0       | 0      | 1               |   |
| 9  | MF   | Malin Andersson             | 4 maj 1973        | 23    | 74   | Älvsjö AIK                    | 3               | 0   | 206             | 0       | 1      | 0               |   |
| 10 | MF   | Ulrika Kalte                | 19 maj 1970       | 26    | 28   | Älvsjö AIK                    | 3               | 0   | 240             | 3       | 0      | 0               |   |
| 11 | FW   | Lena Videkull               | 9 december 1962   | 33    | 26   | Malmö FF                      | 3               | 2   | 270             | 0       | 0      | 0               |   |
| 12 | GK   | Ulrika Karlsson             | 14 oktober 1970   | 25    | 26   | Bälinge IF                    | 1               | 0   | 59              | 0       | 1      | 0               |   |
| 13 | DF   | Camilla Svensson-Gustafsson | 20 januari 1969   | 27    | 30   | Jitex BK/JG93                 | 3               | 0   | 225             | 0       | 1      | 0               |   |
| 14 | FW   | Maria Kun                   | 17 april 1973     | 23    | 10   | Gideonsberg IF                | 3               | 0   | 75              | 1       | 2      | 0               |   |
| 15 | FW   | Julia Carlsson              | 8 april 1975      | 21    | 15   | Älvsjö AIK                    | 1               | 0   | 56              | 1       | 0      | 0               |   |
| 16 | FW   | Hanna Ljungberg             | 8 januari 1979    | 17    | 56   | Sunnanå SK                    | 2               | 0   | 53              | 0       | 2      | 0               |   |
| 17 | ?    | Eva Larsson                 | 27 februari 1973  | 23    | 1    | ?                             | 0               | 0   | 0               | 0       | 0      | 0               |   |
| 18 | ?    | Åsa Lönnqvist               | 14 april 1970     | 26    | 6    | ?                             | 0               | 0   | 0               | 0       | 0      | 0               |   |
| 19 | ?    | Pernilla Bowall             | 16 augusti 1972   | 23    | 49   | ?                             | 0               | 0   | 0               | 0       | 0      | 0               |   |
| 20 | FW   | Anneli Wahlgren             | 15 januari 1971   | 25    | 6    | Bälinge IF                    | 0               | 0   | 0               | 0       | 0      | 0               |   |

Gruppspel
| Rank | Lag     | Spelade | Vinster | Oavgjorda | Förluster | Gjorda mål | Insläppta mål | Poäng |  | Kina | USA | Sverige | Danmark |
| ---- | ------- | ------- | ------- | --------- | --------- | ---------- | ------------- | ----- |  | ---- | --- | ------- | ------- |
| 1.   | Kina    | 3       | 2       | 1         | 0         | 7          | 1             | 7     |  | X    | 0:0 | 2:0     | 5:1     |
| 2.   | USA     | 3       | 2       | 1         | 0         | 5          | 1             | 7     |  | 0:0  | X   | 2:1     | 3:0     |
| 3.   | Sverige | 3       | 1       | 0         | 2         | 4          | 5             | 3     |  | 0:2  | 1:2 | X       | 3:1     |
| 4.   | Danmark | 3       | 0       | 0         | 3         | 2          | 11            | 0     |  | 1:5  | 0:3 | 1:3     | X       |

## Friidrott
Herrarnas 400 meter häck
- Sven Nylander
  - Heat — 49,54s
  - Semifinal — 48,21s
  - Final — 47,98s (→ 4:e plats)

Herrarnas maraton
- Anders Szalkai — 2:24,27 (→ 64:e plats)

Herrarnas spjutkastning
- Dag Wennlund
  - Kval — 75,24m (→ gick inte vidare)

Herrarnas släggkastning
- Tore Gustafsson
  - Kval — 71,02m (→ gick inte vidare)

Damernas höjdhopp
- Kajsa Bergqvist
  - Kval — 1,90m (→ gick inte vidare)

## Fäktning
Herrarnas värja
- Péter Vánky

Damernas värja
- Helena Elinder

## Handboll
Herrar
Gruppspel
| Lag      | Pld | W | D | L | GF  | GA  | GD  | Poäng |
| -------- | --- | - | - | - | --- | --- | --- | ----- |
| Sverige  | 5   | 5 | 0 | 0 | 131 | 94  | +37 | 10    |
| Kroatien | 5   | 4 | 0 | 1 | 132 | 122 | +10 | 8     |
| Ryssland | 5   | 3 | 0 | 2 | 137 | 106 | +31 | 6     |
| Schweiz  | 5   | 2 | 0 | 3 | 126 | 115 | +11 | 4     |
| USA      | 5   | 1 | 0 | 4 | 111 | 142 | −31 | 2     |
| Kuwait   | 5   | 0 | 0 | 5 | 100 | 158 | −58 | 0     |

Slutspel
|  | Semifinaler | Semifinaler |    |         | Final      | Final |  |
|  |             |             |    |         |            |       |  |
|  |             |             |    |         |            |       |  |
|  | Sverige     | 25          |    |         |            |       |  |
|  | Spanien     | 20          |    |         |            |       |  |
|  |             |             |    |         |            |       |  |
|  |             |             |    |         |            |       |  |
|  |             |             |    |         | Sverige    | 26    |  |
|  |             | Kroatien    | 27 |         |            |       |  |
|  |             |             |    |         |            |       |  |
|  |             |             |    |         |            |       |  |
|  |             |             |    |         | Bronsmatch |       |  |
|  |             |             |    |         |            |       |  |
|  | Frankrike   | 20          |    | Spanien | 27         |       |  |
|  | Kroatien    | 24          |    |         | Frankrike  | 25    |  |

## Modern femkamp
Herrar
- Per-Olov Danielson — 5375 poäng (→ 10:e plats)

## Ridsport

### Fälttävlan
| Tävlande        | Häst   | Dressyr | Dressyr   | Terrängbana | Terrängbana | Hoppning | Hoppning  | Totalt | Totalt    |
| Tävlande        | Häst   | Straff  | Placering | Straff      | Placering   | Straff   | Placering | Straff | Placering |
| --------------- | ------ | ------- | --------- | ----------- | ----------- | -------- | --------- | ------ | --------- |
| Fredrik Jönsson | Uflung | 70,80   | 33        | 39,60       | 14          | 16,75    | 13        | 127,15 | 13        |

| Ryttare                                                     | Häst                                     | Dressyr | Dressyr   | Terrängbana | Terrängbana | Hoppning | Hoppning  | Totalt | Totalt    |
| Ryttare                                                     | Häst                                     | Straff  | Placering | Straff      | Placering   | Straff   | Placering | Straff | Placering |
| ----------------------------------------------------------- | ---------------------------------------- | ------- | --------- | ----------- | ----------- | -------- | --------- | ------ | --------- |
| Paula Törnqvist Linda Algotsson Therese Olavsson Dag Albert | Monaghan Lafayette Hectort Nice 'N' Easy | 166,80  | 10        | 163,20      | 7           | 15,25    | 7         | 345,25 | 7         |

## Simhopp
Herrarnas 3 m
- Jimmy Sjödin
  - Kval — 339,93 (→ gick inte vidare, 20:e plats)

- Joakim Andersson
  - Kval — 331,83 (→ gick inte vidare, 22:a plats)

Damernas 3 m
- Anna Lindberg
  - Kval — 292,02
  - Semifinal — 220,29
  - Final — 269,52 (→ 8:e plats)

## Simning
Herrarnas 50 m frisim
- Pär Lindström
  - Heat – 23,47 (→ gick inte vidare, 33:e plats)

Herrarnas 100 m frisim
- Lars Frölander
  - Heat – 49,91
  - B-final – startade inte

Herrarnas 200 m frisim
- Anders Holmertz
  - Heat – 1.48,41
  - Final – 1.48,42 (→ 5:e plats)

Herrarnas 400 m frisim
- Anders Holmertz
  - Heat – 3.52,27
  - Final – 3.50,66 (→ 5:e plats)

Herrarnas 100 m fjärilsim
- Lars Frölander
  - Heat – 54,37 (→ gick inte vidare, 19:e plats)

Herrarnas 4 × 100 m frisim
- Fredrik Letzler, Lars Frölander, Christer Wallin och Johan Wallberg
  - Heat — 3.20,74
- Lars Frölander, Fredrik Letzler, Anders Holmertz och Christer Wallin
  - Final – 3.20,16 (→ 7:e plats)

Herrarnas 4 × 200 m frisim
- Christer Wallin, Lars Frölander, Anders Lyrbring och Anders Holmertz
  - Heat – 7.20,61
- Christer Wallin, Anders Holmertz, Lars Frölander och Anders Lyrbring
  - Final – 7.17,56 (→  Silvermedalj)

Damernas 50 m frisim
- Linda Olofsson
  - Heat – 25,84
  - Final – 25,63 (→ 6:e plats)

Damernas 100 m frisim
- Linda Olofsson
  - Heat – 56,56
  - B-final – 55,83 (→ 10:e plats)

Damernas 200 m frisim
- Louise Jöhncke
  - Heat – 2.01,13
  - B-final – 2.01,37 (→ 11:e plats)

- Malin Nilsson
  - Heat – 2.04,39 (→ gick inte vidare, 24:e plats)

Damernas 100 m ryggsim
- Therese Alshammar
  - Heat – 1.03,79
  - B-final – 1.04,15 (→ 16:e plats)

Damernas 100 m bröstsim
- Hanna Jaltner
  - Heat – 1.10,69
  - B-final – 1.11,41 (→ 16:e plats)

- Maria Östling
  - Heat – 1.11,58 (→ gick inte vidare, 23:e plats)

Damernas 200 m bröstsim
- Lena Eriksson
  - Heat – 2.31,65
  - B-final – 2.28,87 (→ 9:e plats)

- Maria Östling
  - Heat – 2.33,44 (→ gick inte vidare, 21:a plats)

Damernas 100 m fjärilsim
- Johanna Sjöberg
  - Heat – 1.01,01
  - B-final – 1.00,76 (→ 9:e plats)

Damernas 200 m medley
- Louise Karlsson
  - Heat – 2.16,37
  - Final – 2.17,25 (→ 8:e plats)

Damernas 4 × 100 m frisim
- Louise Jöhncke, Johanna Sjöberg, Louise Karlsson och Linda Olofsson
  - Heat – 3.45,39
- Linda Olofsson, Louise Jöhncke, Louise Karlsson och Johanna Sjöberg
  - Final – 3.44,91 (→ 5:e plats)

Damernas 4 × 200 m frisim
- Louise Jöhncke, Johanna Sjöberg, Josefin Lillhage och Åsa Sandlund
  - Heat – 8.13,64 (→ gick inte vidare, 9:e plats)

Damernas 4 × 100 m medley
- Therese Alshammar, Hanna Jaltner, Johanna Sjöberg och Louise Jöhncke
  - Heat – 4.10,88 (→ gick inte vidare, 10:e plats)

## Tennis
Herrsingel
- Thomas Enqvist
  - Första omgången — Besegrade Marc-Kevin Goellner (Tyskland) 7-6 4-6 6-4
  - Andra omgången — Besegrade Sargis Sargsian (Armenien) 4-6 7-6 6-4
  - Tredje omgången — Förlorade mot Leander Paes (Indien) 5-7 6-7

- Magnus Gustafsson
  - Första omgången — Besegrade Ronald Agénor (Haiti) 6-2 6-4
  - Andra omgången — Förlorade mot Greg Rusedski (Storbritannien) 7-6 6-7 3-6